# Petalonyx linearis
Petalonyx linearis är en brännreveväxtart som beskrevs av Edward Lee Greene. Petalonyx linearis ingår i släktet Petalonyx och familjen brännreveväxter. Inga underarter finns listade i Catalogue of Life.